# Пригарин, Валентин Степанович

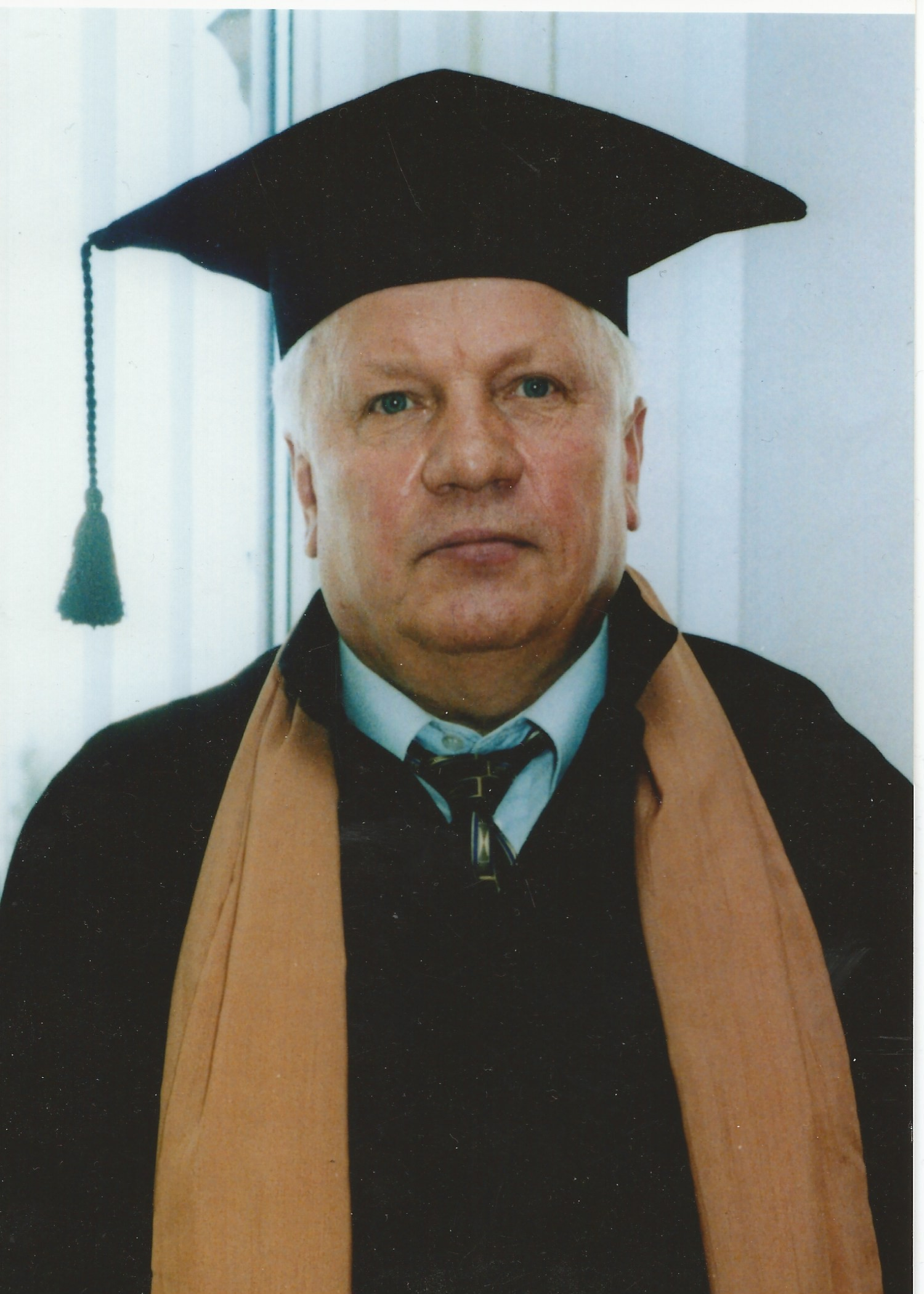
Пригарин Валентин Степанович

Валенти́н Степа́нович Прига́рин (4 марта 1940, Хабаровский край — 19 марта 2015, Санкт-Петербург) — советский и российский экономист, доктор экономических наук, профессор.

## Биография
Родился в 1940 году в Хабаровском крае.
В 1969 году окончил экономический факультет Ленинградского Государственного Университета им. А. А. Жданова, защитив дипломную работу на «отлично».
Затем проходил обучение в аспирантуре и в 1976 году получил степень кандидата экономических наук, защитив кандидатскую диссертацию по теме «Социально-экономическое значение и закономерности совершенствования условий труда при социализме». В 1988 году ему была присуждена учёная степень доктора экономических наук.
С 1992 по 2007 год — заведующий кафедрой экономической теории и социальной политики экономического факультета СПбГУ. С 2007 года — профессор этой же кафедры.
Читал курсы лекций и вёл практические занятия по экономическим дисциплинам на экономическом, физическом, биолого-почвенном, филологическом, географическом и других факультетах СПбГУ.
За всё время опубликовал более 140 учебно-методических и научных работ, в том числе одну индивидуальную монографию, восемь коллективных монографий, три учебных пособия в соавторстве. Неоднократно выступал с докладами на международных, всесоюзных и республиканских научно-практических конференциях.
Был женат на Анне Ивановне Федуловой (1946—2020). В браке 2 детей, 4 внука.

## Основные публикации
- Пригарин В. С. Социально-экономическое значение и закономерности совершенствования условий труда при социализме: автореф. дис. канд. экон. наук / Ленингр. гос. ун-т им. А. А. Жданова, Кафедра полит. экономии для естеств. фак. 1976.
- Пригарин В. С. Условия труда при социализме: Политико-экономический анализ / ЛГУ им. А. А. Жданова. Л., изд-во Ленингр. ун-та, 1985. — 127 с.
- Пригарин В. С. Труд и его материальное стимулирование при социализме в условиях ускорения НТП / ЛГУ им. А. А. Жданова. 1987.
- Пригарин В. С. Государственное регулирование формирования и развития рынка труда в России // Государство и рынок. Учёные записки кафедр общественных наук ВУЗов С.-Петербурга. Политическая экономия. Вып. 30. СПб., 1995. С. 99-115.
- Пригарин В. С. Социальная политика государства в рыночной экономике: учебное пособие / Экономический факультет Санкт-Петербургского университета; [В. С. Пригарин и др.] 2002.

## Государственные награды
- Заслуженный работник Высшей школы РФ (2001 г.);
- Почётный работник Минвуза России 2010 г.;
- Медаль «300-летие основания Санкт-Петербурга»;
- Медаль «Ветеран труда»;
- Почётная грамота Минвуза России.